# The Westpoint
The Westpoint (en chino tradicional, 西港中心) es un rascacielos situado en el distrito Sai Ying Pun de Hong Kong. La torre alcanza los 186 metros de altura y 41 plantas. El edificio se completó en 1999. Su diseño corrió a cargo del estudio de arquitectura Ho & Partners Architects, y el promotor fue Chun Wo Construction & Engineering. The Westpoint, que a mayo de 2015 es el 100.º edificio más alto de Hong Kong, está destinado a uso como oficinas. El edificio se distingue arquitectónicamente por presentar una estructura en forma de bola en su parte superior. La bola alberga un club privado.